# Udlandsgæld
Et lands udlandsgæld er forskellen mellem den gæld, som et lands residenter (indbyggere, virksomheder og offentlige institutioner i landet) har overfor udlandet, og residenternes tilsvarende tilgodehavender i forhold til udlandet. Et lands udlandsgæld er dermed lig med minus landets udlandsformue: En negativ udlandsgæld svarer til en positiv udlandsformue.
Udlandsgælden opgøres altså netto som forskellen på to bruttostørrelser, der hver for sig typisk er betydeligt større.

## Danmarks udlandsgæld
Danmark opbyggede i 1960'erne, 1970'erne og 1980'erne en betydelig udlandsgæld. Den toppede i 1988, hvor den udgjorde 38 % af BNP. I 2005 blev udlandsgælden vendt til en beskeden udlandsformue. Som følge af kursudsving i de finansielle aktiver og passiver fik landet igen netto-udlandsgæld i 2006-08, men siden 2009 har udlandsgælden atter været negativ.